# Eurytoma apantelesi
Eurytoma apantelesi is een vliesvleugelig insect uit de familie Eurytomidae. De wetenschappelijke naam is voor het eerst geldig gepubliceerd in 1951 door Risbec.